# Kilbourne (Ohio)
Kilbourne es un lugar designado por el censo ubicado en el condado de Delaware en el estado estadounidense de Ohio. En el Censo de 2010 tenía una población de 139 habitantes y una densidad poblacional de 119,53 personas por km².

## Geografía
Kilbourne se encuentra ubicado en las coordenadas 40°19′56″N 82°57′33″O / 40.33222, -82.95917. Según la Oficina del Censo de los Estados Unidos, Kilbourne tiene una superficie total de 1.16 km², de la cual 1.16 km² corresponden a tierra firme y (0%) 0 km² es agua.

## Demografía
Según el censo de 2010, había 139 personas residiendo en Kilbourne. La densidad de población era de 119,53 hab./km². De los 139 habitantes, Kilbourne estaba compuesto por el 97.84% blancos, el 0% eran afroamericanos, el 0.72% eran amerindios, el 0% eran asiáticos, el 0% eran isleños del Pacífico, el 0.72% eran de otras razas y el 0.72% pertenecían a dos o más razas. Del total de la población el 0% eran hispanos o latinos de cualquier raza.